# Fachgruppe Beleuchtung
Die Fachgruppe Beleuchtung (FGr Bel) ist eine ehemalige Fachgruppe des THW. Im Rahmen des neuen taktischen Einheitenmodells wurde die Fähigkeit zur Beleuchtung in anderen Fachgruppen gestärkt und die eigenständige Fachgruppe Beleuchtung aufgelöst. Bis zur Auflösung war das großflächige Beleuchten eigener Einsatz- und Arbeitsstellen des THW und anderer Bedarfsträger die Kernaufgabe dieser Fachgruppe.
Im THW-Auslandseinsatz übernahm sie Aufgaben aus ihrem gesamten Leistungsspektrum.

## Aufgaben
- Großräumiges, horizontales und vertikales Ausleuchten von Einsatzstellen (Flächen und Strecken) zur Sicherstellung der Rettungs- und Bergungsarbeiten und sonstigen Hilfsmaßnahmen
- Ausleuchten von Arbeits-, Baustellen und Lagerflächen (z. B. für Brückenbau, Infrastruktur, Räumen, Wasserdienst u. a. m.)
- Ausleuchten von Bereitstellungs-, Sammelräumen und Plätzen
- Ausleuchten von Einsatzorten im Rahmen der Amtshilfe (Bundespolizei, Feuerwehr, Polizei, Rettungsdienste, Zoll u. a.)

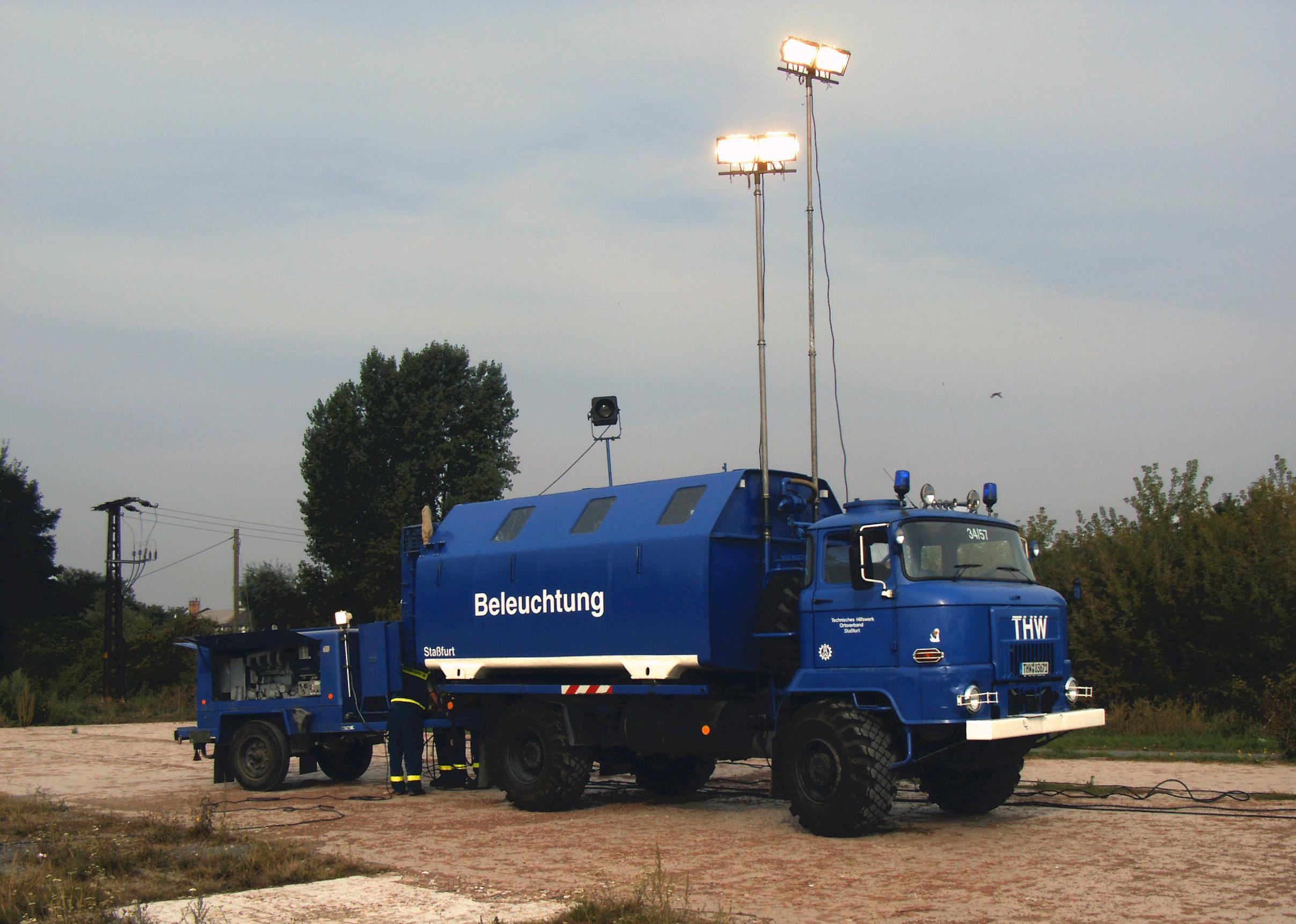
IFA L60 der FG Beleuchtung des OV Staßfurt

Die Fachgruppe Beleuchtung leuchtete mit dem Lichtmast und verschiedenen Einzelscheinwerfern auf Stativen Flächen und Strecken aus:
- Strecken mit mindestens 150 m × 20 m,
- Flächen mit blendfreiem Licht,
- horizontale oder vertikale Fläche von mindestens 35 m × 35 m mit gerichtetem Licht

## Personal/Stärke
Kurzform: 
0/2/7/9
Funktions- und Helferübersicht:
- 1 Gruppenführer
- 1 Truppführer
- 7 Fachhelfer

In der Fachgruppe Beleuchtung wurden durch die 7 Fachhelfer folgende Zusatzfunktionen besetzt (Doppel-Zusatzfunktionen notwendig, z. B.: Kraftfahrer und Sprechfunker):
- 2 Maschinisten Stromerzeuger
- 2 Kraftfahrer CE / Sprechfunker
- 1 Sanitätshelfer

Bundesweit waren 140 Fachgruppen Beleuchtung aufgestellt.

## Ausstattung
Die Ausstattung einer Fachgruppe Beleuchtung Typ A umfasste:
- Mannschaftslastwagen, 3 t, gl (MLW IV),
- Anhänger, Lichtmast, 20 kVA (Anh LiMa);

alternativ (Typ B):
- Großbeleuchtungsgerät mit einer Lichtpunkthöhe über 15 m, z. B. Leuchtballon.